# Skorholmskjeret
Skorholmskjeret est une île norvégienne du comté de Hordaland appartenant administrativement à Bømlo.

## Description
Il s'agit de deux rochers désertiques, à fleur d'eau, qui s'étendent sur environ 164 m de longueur pour une largeur approximative de 126 m. 